# Фрунзенское (Костанайская область)
Фрунзенское (каз. Фрунзе) — село в Денисовском районе Костанайской области Казахстана. Административный центр Красноармейского сельского округа. Находится примерно в 47 км к северу от районного центра, села Денисовка. Код КАТО — 394045100.

## Население
В 1999 году население села составляло 1767 человек (857 мужчин и 910 женщин). По данным переписи 2009 года в селе проживало 1617 человек (760 мужчин и 857 женщин).